# Laemophloeus australasiae
Laemophloeus australasiae is een keversoort uit de familie dwergschorskevers (Laemophloeidae). De wetenschappelijke naam van de soort werd in 1892 gepubliceerd door Thomas Blackburn.